# 广佑寺

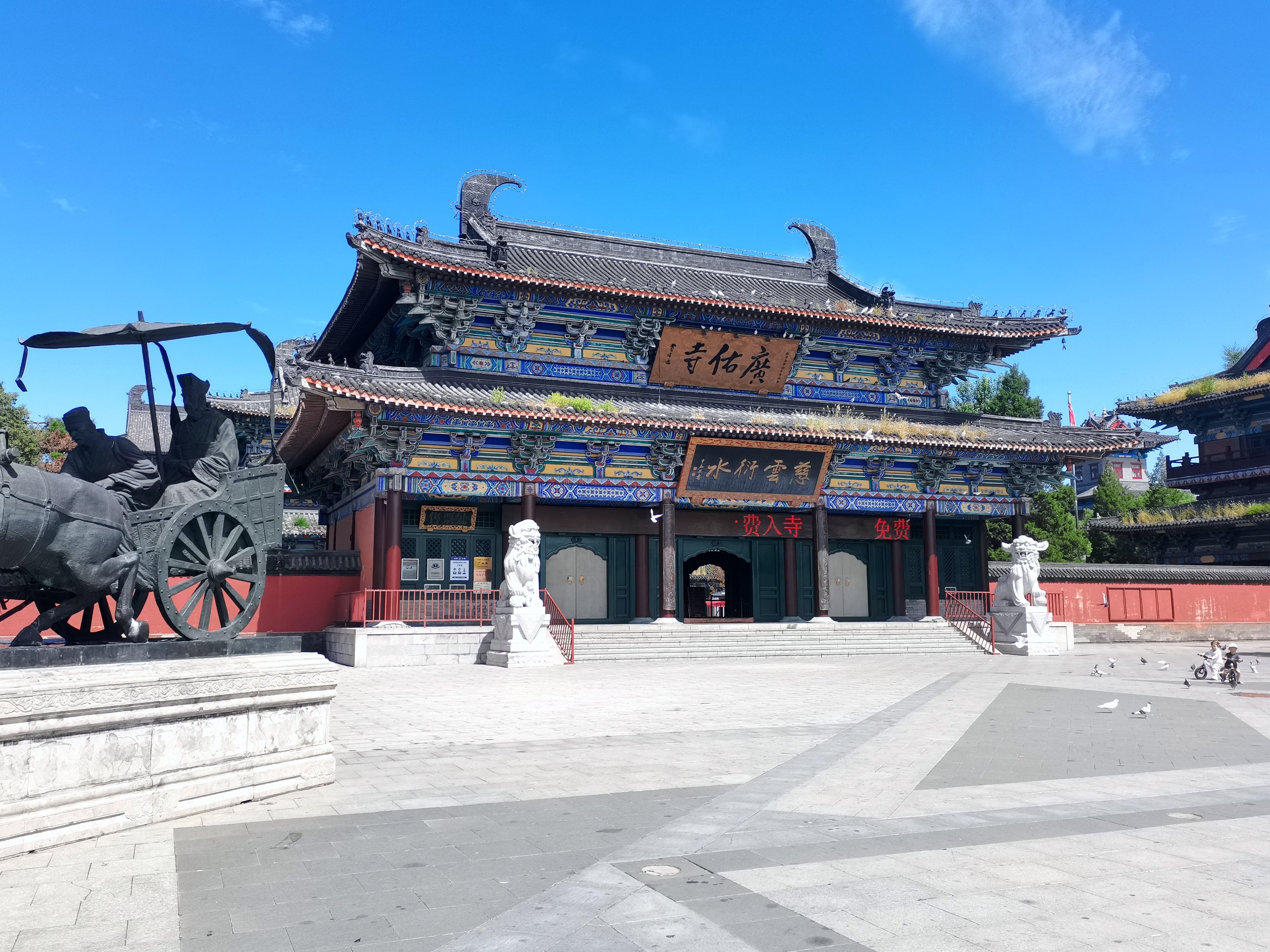
广佑寺

广佑寺俗称白塔寺，位于中华人民共和国辽宁省辽阳市白塔公园旁。该寺始建于东汉，清朝末年大部被毁，现存有遗址。2002年，在辽阳佛教界的主导下在寺庙原址上对广佑寺进行了重建，寺庙占地面积6万平方米，殿内供有释迦牟尼樟木鎏金坐像。

## 历史
据1635年重修碑的记载:“（广佑寺）始建于汉时，经唐尉迟恭重修，盖古刹也。”坐北朝南，占地18500平方米。
1145年，金世宗完颜雍之母地洪原（法号通慧圆明）在辽阳落发为尼。朝廷出巨资扩建寺院，御敕寺额“大清安禅寺”，并为其在寺旁另建“垂庆寺”尼院别居。1161年（正隆六年），完颜雍于清安寺政变称帝。元代改称为“广佑寺”。公元1571年（供武五年）广佑寺达到极盛，有殿宇近二百间。
清天聪、康熙、道光年间多次奉敕重修。1682年（康熙二十一年），康熙皇帝到广佑寺，并留有《广佑寺》诗一首。1900年，广佑寺成为义和团活动场所。同年9月，沙皇俄国镇压义和团，烧毁了广佑寺。1908年日俄会战后，日军占领辽阳，拆除广佑寺剩余建筑，修建白塔公园，在寺庙原址基础上改建辽阳神社，中华人民共和国建立后神社被拆除。2002年，以辽阳佛教界为主并采取社会募捐对广佑寺进行重建，2004年，广佑寺重建完成。

## 建筑

### 历史建筑

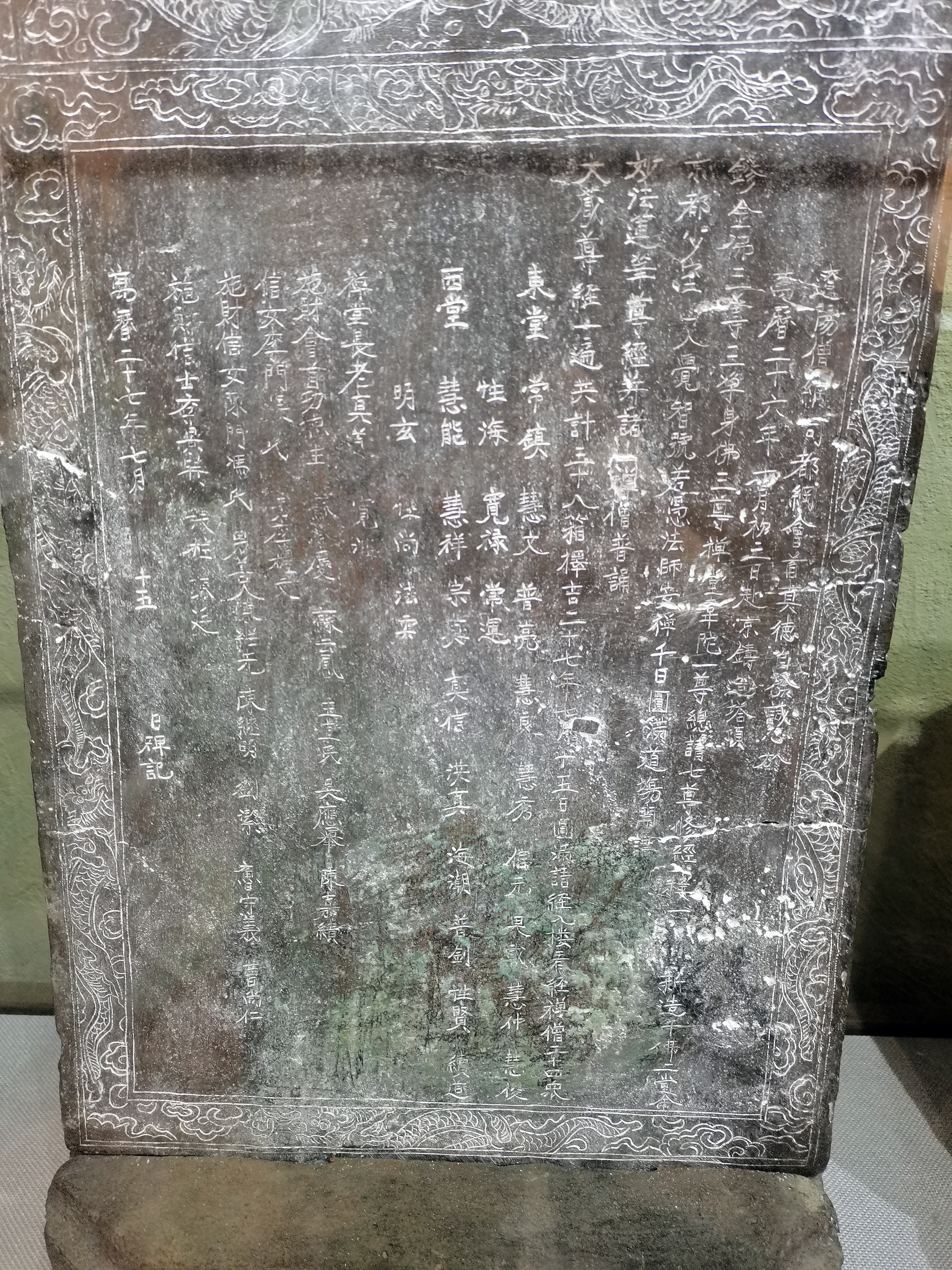
《广佑寺请经铸佛碑记》（明万历二十七年）辽阳博物馆藏

明隆庆五年(公元1571年),《重修广佑寺宝塔题名记》铜碑载有殿宇廊    房僧舍189间。其中:“护敕圣旨一道、牌坊一架、山门三间、天王殿五间、敕香亭三间、钟鼓二座、碑亭四座、前佛殿五间、中佛殿七间、转轮藏楼五间、大悲殿五间、地藏殿三间、伽蓝堂三间、    祖师堂三间、东西廊房六十六间、僧纲司衙门十六间、禅堂十六间、斋堂、僧房共四十四间、殿主房三间”。藏经阁收慈圣宣文明肃皇太后赐镌刻藏经678函。

### 现代建筑

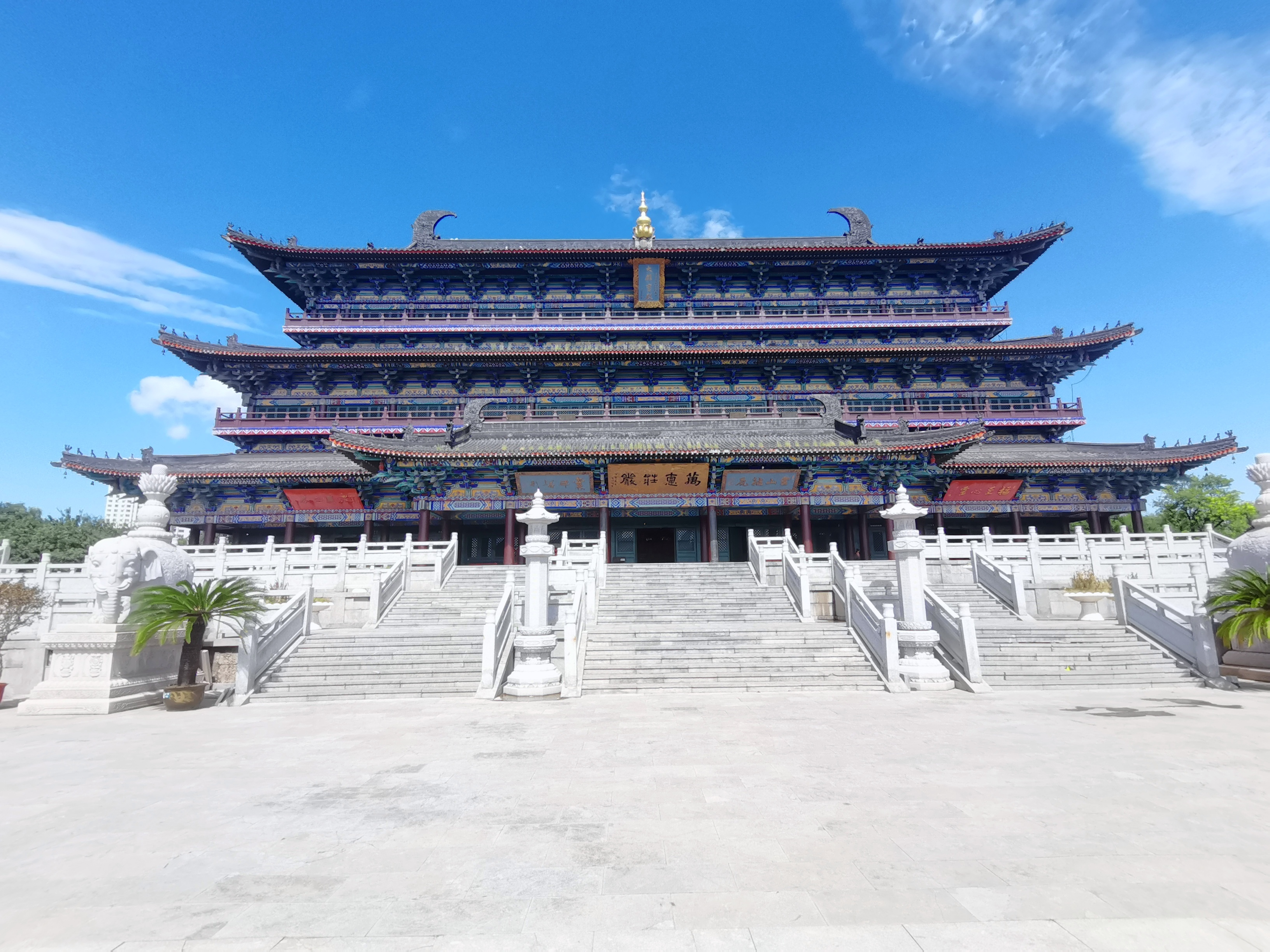
广佑寺大殿

2004年重修的广佑寺其整体建筑以辽代风格为基调，并融合明清建筑风格。占地面积6万平方米，南北中轴线依次为牌楼、山门、天王殿、大雄宝殿、万佛堂、藏经楼、僧舍，东西两侧各建钟楼、鼓楼、碑亭、配殿、圆通禅院，建筑面积２万余平方米。主题建筑大雄宝殿建筑面积11472平方米，通高41.7米，面阔11开间73.78米，进深7开间49.8米，为三层拱檐前后抱厦阁楼式建筑，其体量是目前世界庙宇之最。殿内释迦牟尼樟木鎏金坐像，通高21.48米，是世界殿内木质坐佛像之最。山门前青石牌坊，通高16.9米，阔34米，亦为世界之最。
广佑寺保存着两尊元代的古佛像。一尊是药师佛像，另一尊是普贤菩萨像。普贤菩萨像，铜质鎏金，高1.75米，重500公斤，现珍藏于广佑寺大雄宝殿内。普贤菩萨像自供奉于广佑寺后，曾两次被盗，但最后都被归还。